# Френо, Филип Морен
Филип Морен Френо (англ. Philip Morin Freneau, 2 января 1752, Нью-Йорк — 18 декабря (либо 19 декабря) 1832, Мидлтаун-Пойнт, штат Нью-Джерси) — американский поэт, публицист, редактор.

## Ранние годы
Френо был старшим из пяти сыновей гугенота Пьера Френо (Pierre Freneau, 1718—1767) и шотландки Агнес Уотсон (Agnes Watson, 1727—1817). Вырос в округе Монмут штата Нью-Джерси. После смерти отца поступил в 1768 году в колледж в Принстоне (ныне Принстонский университет), где изучал религию. Окончил его в 1771 году, написав поэтическую «Историю пророка Ионы» («History of the Prophet Jonah») и совместно с Хью Генри Брэкенриджем сатирическое произведение «Паломничество отца Бембо в Мекку» («Father Bembo’s Pilgrimage to Mecca») и поэму «Восходящая слава Америки» (1771).
Во время учёбы в колледже Френо дружил с будущим президентом США Джеймсом Мэдисоном. Эти отношения позже оказали значительное влияние на карьеру Френо в газете «The National Gazette».
После окончания колледжа Френо недолго занимался преподаванием, изучением теологии. С началом в 1775 году Войны за независимость написал ряд антибританских произведений, получив широкую известность. В 1776 году поселился на острове Санта-Крус в Вест-Индии, создал произведения, описывающие красоту природы — поэмы «Красоты Санта-Круса» (1776), «Дом ночи» (1779).
В июле 1778 года вернулся на материк и стал членом команды каперов. Дважды арестовывался англичанами, во второй раз провёл шесть недель в плену в плавучей тюрьме, содержание под стражей подорвало здоровье Френо. Свой тюремный опыт он описал в поэме «Британская плавучая тюрьма» (1781).
В 1781—1783 годах работал на почте в Филадельфии, продолжая заниматься сочинительством. С этих времён его стали назвать «поэтом американской революции» (англ. Poet of the American Revolution). В 1784 году стал капитаном брига, совершавшего плавания по Карибскому морю. В 1786 году был издан его первый сборник «Стихи».

## Публицистическая деятельность
15 апреля 1790 года Френо женился на Элеонор Форман (Eleanor Forman, 1768—1850). В 1790—1791 годах работал помощником редактора в газете «New York Daily Advertiser». В 1791 году госсекретарь США Томас Джефферсон предложил Френо должность переводчика в Госдепе в Филадельфии, а также стать редактором газеты «The National Gazette», которая был средством борьбы Мэдисона, Джефферсона и других  республиканцев с федералистами.
В 1793 году Френо ушёл в отставку и переехал в Мидлтаун-Пойнт, проживал также в Нью-Йорке. Был редактором газет «Jersey Chronicle», «The Time-Piece».

## Русские переводы
- Френо Ф. Совет сочинителям. Пер. А. Мулярчика. // Эстетика американского романтизма. М.:Искусство, 1977. С. 25-29.